# RS-12M1 Topol-M
RS-12M1 Topol-M – rosyjski międzykontynentalny pocisk balistyczny (ICBM) klasy ziemia-ziemia, z trzystopniowym napędem na paliwo stałe, przystosowany do przenoszenia trzech głowic jądrowych MIRV, stanowiący udoskonalenie wcześniejszego pocisku RT-2PM Topol.

## Opis
Topol-M to zaawansowana wersja wcześniejszego pocisku Topol. Jest trzystopniowym pociskiem balistycznym na stałe paliwo rakietowe. Jego masa startowa wynosi 47 ton, długość 22,7 m, a średnica to 1,9 m.
Topol-M ma opinię najbardziej precyzyjnego rosyjskiego pocisku międzykontynentalnego z celnością (CEP) 200 m lub 350 m (w zależności od źródeł). Pocisk ten ma znacznie większe przyspieszenie niż inne pociski międzykontynentalne (ICBM). Silniki poszczególnych stopni rozpędzają Topol-M do prędkości 7320 m/s, pozwalając jednocześnie na przebycie po spłaszczonej trajektorii odległości 10 000 km.
Od stycznia 2008 Rosja posiadała 48 pocisków Topol-M bazujących w silosach oraz 6 Topoli-M na platformach mobilnych. Kolejne 69 pocisków planowanych jest do zakupienia do roku 2015.
Pod koniec lutego 2008 roku rosyjskie siły strategiczne ogłosiły, że 8 nowych Topoli-M wejdzie do służby w roku 2008.
Wersja Topol-M przeznaczona do silosów ma oznaczenie RS-12M2, a wersja przeznaczona od wyrzutni mobilnych RS-12M1. Wersja mobilna jest zamontowana na szesnastokołowej wyrzutni TEL MZKT-79921.